# Малая Рыбка
Малая Рыбка — село в Саратовском районе Саратовской области России. С апреля 2021 года входит в состав городского округа город Саратов.

## История
Деревня Малая Рыбка (Рыбка) была основана украинскими крестьянами-переселенцами на рубеже XVIII и XIX веков между Астраханским и Волжским почтовыми трактами. На 1861 год здесь насчитывалось 21 домохозяйство, в которых проживали 68 мужчин и 67 женщин, работал кустарный завод.
После реформы 1861 года крепостные князя Кочубея вышли на дарственный надел и образовали одно общество, административно Малая Рыбка относилась к Рыбушанской волости Саратовского уезда. На 1910 год было 40 дворов, в которых своё хозяйство вели 135 мужчин и 140 женщин. Православное население относилось к Христорождественской церкви соседней слободы Рыбушка. В 1910 году здесь открылась смешанная церковно-приходская школа, в которой начали учиться 38 мальчиков и 12 девочек.
В первые советской власти деревня была центром Мало-Рыбинского сельсовета Поповской волости. В начале 1930-х годов в Малой Рыбке образовался колхоз «1-е Мая», работавший до 1955 года. После упразднения хозяйства в рамках кампании по оптимизации колхозов населённый пункт постепенно начал пустеть.

## Физико-географическая характеристика
Село расположено в юго-западной части Саратовского района, недалеко от села Рыбушка, на берегу реки Рыбка. Расстояние до административного центра села Рыбушка — 7 км, до областного центра составляет 50 км. С административным центром поселения село связано автодорогой с грунтовым покрытием.
Климат
Климат в селе умеренно холодный. Наблюдается большое количество осадков, даже в самый засушливый месяц (согласно классификации климатов Кёппена — Dfa). Среднегодовая температура в Малой Рыбке — 5,7 °C. Среднегодовая норма осадков — 428 мм. Наименьшее количество осадков выпадает в марте и составляет 21 мм. Наибольшее количество осадков выпадает в июне, в среднем 47 мм.
| Показатель                              | Янв.  | Фев.  | Март | Апр. | Май  | Июнь | Июль | Авг. | Сен. | Окт. | Нояб. | Дек. | Год |
| --------------------------------------- | ----- | ----- | ---- | ---- | ---- | ---- | ---- | ---- | ---- | ---- | ----- | ---- | --- |
| Средняя температура, °C                 | −10,8 | −10,5 | −4,4 | 7,5  | 15,2 | 19,6 | 21,4 | 20   | 13,9 | 5,9  | −1,9  | −7,2 | 5,7 |
| Норма осадков, мм                       | 34    | 23    | 21   | 27   | 37   | 47   | 47   | 44   | 41   | 33   | 40    | 34   | 428 |
| Источник: Малая Рыбка (норма 1982-2012) |       |       |      |      |      |      |      |      |      |      |       |      |     |

Часовой пояс
Село Малая Рыбка, как и вся Саратовская область, находится в часовой зоне МСК+1. Смещение применяемого времени относительно UTC составляет +4:00.
Уличная сеть
В селе две улицы: Дорожная и Центральная.

## Население
| 2010 |
| ---- |
| 0    |

В селе проживает:
| Численность по годам | Численность (чел.) | Количество домовладений |
| -------------------- | ------------------ | ----------------------- |
| 2016 год             | 2                  | 1                       |
| 2017 год             | 2                  | 1                       |
| 2018 год             | 2                  | 1                       |
| 2019 год             | 2                  | 1                       |